# Стършел (роман)
Вижте пояснителната страница за други значения на Стършел.
„Стършел“ (на английски: The Gadfly) е роман от Етел Лилиан Войнич, публикуван през юни 1897 г.
Публикуван е за първи път през 1897 г., две години след написването му. Войнич отлага издаването, поради страх от неодобрение. През следващата година се появява в Русия, където критиката на царските власти само увеличава популярността му.
Романът представя драматична история, развиваща се по време на италианския Рисорджименто. Главният герой е наивният англичанин Артър Бартън, който е изцяло отдаден на католическата църква, но успоредно с това е привлечен от националистическите идеи на движението „Млада Италия“, борещо се с австро-унгарската власт. Историята разкрива безизходицата на вътрешния конфликт, душевните борби и трагичността на героизма в живота и смъртта. Основните теми са вяра, разочарование, революция, любов и героизъм.
„Стършел“ е издаден на български език през 1921 г. със съкращения, а първият пълен текст в превод от оригинала е от 1956 г.

## Герои
- Артур Бартън (Стършела, Феличе Риварес) – революционер, главен герой на романа
- Лоренцо Монтанели – кардинал, истинският баща на Артур
- Джема Уорън (Дженифер, Джим, синьора Бола) – любима на Артур (Стършела)
- Джеймс Бартън – полубрат на Артур
- Джулия Бартън – съпруга на Джеймс Бартън
- Джовани Бола – познат на Артър, част от „Млада Италия“, любовен съперник, съпруг на Джема
- Чезаре Мартини – приятел на Стършела, част от ядрото на „Млада Италия“, любовен съперник
- Рикардо – професор, доктор
- Грасини – приятел на Стършела, част от „Млада Италия“
- Гали – приятел на Стършела, част от „Млада Италия“
- Зита Рени – танцьорка с цигански произход, любовница на Стършела
- Полковник Ферари – военен комендант на Бризигела

## Прототипи
Руските читатели веднага разпознават в Стършела чертите на италианските революционери Мацини и Гарибалди.
През 1955 г. съветски писатели се свързват с Е. Л. Войнич и поддържат връзка с нея. Задавани са ѝ въпроси относно идеята за романа и героите. В отговор тя пише в писмо до Б. Н. Полевой, че невинаги героите в едно произведение имат прототип, те се одушевяват във въображението на автора. А самото въображение е под въздействието на фактори като личен опит, опита на хората, с които авторът се среща, и голямата ерудиция. Още в ранни години тя се интересува от Мацини, Абат Ламенне, Библията, произведенията на Шекспир, Милтън, Шели и Блейк.
Идеята за образа на Артур е свързан с големият интерес на авторката към Мацини и портрет, който е видяла веднъж в Лувъра, изобразяващ младеж в черно през 1885 година. Войнич се запознава с условията на живот в Италия по време на младините на Мацини и разучава биографичните му бележки. Анна Нийл има принос за създаването на образа, посочвайки подробности от живота на Мацини, които биха могли да помогнат за изграждането му.
Образът на Монтанели е повлиян от личността на абат Фелисити Робер де Ламенне.
Портретът на Джема е повлиян от части от реален човек, който Етел Войнич е познавала, това в приятелката ѝ Шарлот Уилсън, редактор на вестник „Свобода“ в Лондон.
Прякорът Стършела вероятно е препратка към Сократ, който изобличава пороците на атиняните. Платон го сравнява със стършел, който жили спокойния кон, за да го насърчи.

## Сюжет
Внимание:  Текстът по-долу разкрива сюжета на произведението (или части от него)!
Действието на романа се развива през първата половина на 19 век по време на бурни бунтове и националосвободителни въстания в Италия след разгрома на наполеоновите армии. Артър Бартън е деветнадесетгодишно момче, което отива в Пиза, Италия, за да учи в католическата семинария за свещеник. Там следва безусловно своят духовен наставник Монтанели, с когото има дълбока връзка. Освен своята отдаденост към религията, той е силно привлечен от националистическото движение „Млада Италия“, което се бори срещу австрийската власт и нейния съюзник – църквата. Подлъган да се изповяда пред недобронамерения отец Карди, бива обявен за предател и заключен в килия. Той е докаран до ръба на самоунищожението след многобройните опити на следователите да изтръгнат самопризнание. След като е пуснат на свобода няколко дни по-късно, тепърва започват да падат стълбовете на вярата му към Бога и хората. Любимата му разбира, че е предател. Революционните му другари са заключени в килии. Научава истината за любовната афера между майка си и неговият духовен падре(отец Монтанели), който до сега е смятал за най-благочестивия и праведен християнин. Неспособен да се справи със загубата на вяра и доверие, той инсценира смъртта си и заминава нелегално за Южна Америка.
Периодът между напускането на Италия и завръщането му 13 години по-късно променя изцяло физиката и личността му, вследствие на хилядите страдания, които изтърпява. Превръща се в злобен, саркастичен автор на дълбоко засягащи памфлети, които разпалват цялото общество. Физически е куц, с ранена ръка и обезобразено лице. Завръща се с ново име, непознат за всички, готов за големи революционни подвизи и разчистване на сметки.
В края Стършелът е заловен от правителството. Знае, че смъртта е близо. В този момент получава предложение от Монтанели за спасение. Артър не може да прости, поставя баща си пред избор, той или Христос. Монтанели отказва да реши, осъжда сина си на смърт. Артър е екзекутиран от разстрел, което приема с усмивка и прощава, дори помага на екзекуторите си. Монатанели не може да го понесе, отказва се публично от Божията жертва и умира скоро след това, загубил своя разум, от разрив на сърцето.
Би могла да се направи някаква алегория между Стършела и Исус.

## Популярност
Това е първият роман на Етел Войнич. След него тя написва още четири романа, които отново носят идеята за революционна борба, а в част от тях дори присъства познатият Артур Бартън.
Веднага след появата си, романът е преведен на руски и се разпространява бързо в нелегалните кръжоци, мотивирайки прогресивните млади момчета и момичета. Годината на поява в Русия – 1898 г. е годината на Първия конгрес на Руската социалдемократическа работническа партия. Популяризира се сред болшевишката партия. Книгата се превръща в една от любимите на всеобщо познати личности като Яков Свердлов, Михаил Калинин, Максим Горки, Владимир Маяковски, Николай Островски, Валентина Терешкова, Юрий Гагарин и много други.
Най-голяма популярност получава в Съветския съюз, Китай и Иран. Малко след популяризирането в Китай е забранен. Интересен факт е, че никога не става толкова популярен в САЩ и Англия. В Италия, където се развива действието, романът е пренебрегнат. Преведен е 1956 г. под името ¨Il figlio del cardinale¨ и е преиздаден само веднъж през 2013 г.
„Стършел“ има 155 издания на повече от 20 езика, с общ тираж над 7 милиона екземпляра, като само в Съветския съюз са повече от 2,5 милиона. Етел Лилиан Войнич не знае за голямата му популярност и не получава авторски права. Живее в анонимност и никой не знае дори дали е жива. През 1955 г. е посетена от кандидатът за президент на Демократическата партия – Адлай Стивънсън, който по-късно заминава за Москва и урежда изплащането на всички просрочени възнаграждения. През 1960 г. Войнич умира и е почетена като национален герой на Русия.
Книгата е преведена на български език в съкратен вариант през 1921 г., а пълният излиза през 1956 г. в превод на Леда Милева и Николай Попов.
Романът „Стършел“ се среща и в други произведения, вдъхновяващи глаените герои. Чете се от героите в романа „Покривите на Техеран“ на иранския писател Махбод Сераджи. Споменат е неколкократно в романа „Как се каляваше стоманата“ от Николай Алексеевич Островски, четен от главния герои Павка Корчагин, дори в една част от романа той го чете на войниците от Червената армия.

## Адаптации

### Театрални адаптации
- 1898. The Gadfly or the Son of the Cardinal от Джордж Бърнард Шоу. (Пиесата е по поръчка на Войнич, за да избегне други драматизации.)
- 1899. The Gadfly от Едуард Роуз (По поръчка на Стюарт Робсън, Войнич не одобрява този вариант и се опитва да го забрани.)
- 1906. Zhertva svobody от Л. Аврян (на руски).
- 1916. Ovod от В. Золотарев (на руски).
- 1940. Ovod от А. Желябужски (на руски).
- 1947. Ovid от Ярослав Халан (на украински).
- 1974. Zekthi от Есат Октрова (теледрама; на албански)

### Радио адаптации
- 1989. The Gadfly, BBC Radio 4, Saturday Night Theatre.

### Опера, балет, музикални адаптации
- 1923. Prazdnik krovi, мелодрама в 6 действия с пролог от С. И. Прокофиев (опера; на руски).
- 1928. Ovod от Михаил Жуков (опера; на руски).
- 1930. Ovod, опера в 4 действия от Александър Зикс (опера; на руски).
- 1958. Ovod, опера в 4 действия и 7 сцени от Антонио Спадавекия (опера; на руски).
- 1967. Ovod от А. Чернов (балет).
- 1982. Rivares от Сулхан Цинцадзе (балет)
- 1983. Ovod от А. Колкер (рок мюзикъл; на руски).
- 1985. Ovod от Ленин Егоров с участие на Михаил Боярски в Ленинградски държавен театър (рок мюзикъл).

### Филмови адаптации
- 1928. Krazana от Коте Марджанишвили (съветски грузински).
- 1955. Ovod, съветски, от Александър Файнцимер. Музиката е композирана от Шостакович – The Gadfly Suite, включваща частта Romance, която по-късно става популярна сама по себе си.
- 1980. Ovod от Николай Машченко, с участието на Андрей Харитонов, Сергей Бондарчук и Анастасия Вертинская.
- 1987. Rivares от Б. Чхеидзе по хореография на Алексей Чичинадзе(съветски грузински, балетен филм).
- 2003. Niumeng, от Лу Тианминг, съвместно с украинско филмово студио (китайски).

### Други адаптации
- 1976. Bögöly (Vihar Itália felett) (Стършел (Буря над Италия)), съкратена адаптация на комикс, показваща приключенската част на романа, от Тибор Хорват и Атила Фазекас; публикуван на унгарски, а по-късно и на полски като Szerszeń (Przygody Artura i Gemmy) (Стършел (Приключенията на Артур и Джема)).